# Redshift (Band)
Redshift ist eine britische Gruppe im Bereich der Elektronischen Musik, gegründet 1996 von Mark Shreeve († 31. August 2022). Stilistisch kann man ihre Musik der Berliner Schule zuordnen.

## Besetzung
Die Gruppe besteht zurzeit aus den Musikern Mark Shreeve, Julian Shreeve und Ian Boddy. Ehemalige Bandmitglieder waren Rob Jenkins (bis 2002) und James Goddard (bis 2006).

## Diskografie

### Studio- und Livealben
- Redshift (1996, studio album; remastered 2006)
- Ether (1998, live and studio album; remastered 2007)
- Down Time (1999, studio album; remastered 2007)
- Siren (2002, live album; remastered with additional track 2007)
- Halo (2002, studio album; remastered 2007)
- Wild (2002, live and studio album)
- Faultline (2004, live album)
- Oblivion (2004, studio album; remastered 2007)
- Toll (2006, live album)
- Wild 2 (2006, live and studio album)
- Last (2007, live album)
- Turning Towards Us (2008, studio album)
- Wild 3 (2009, live and studio album)

### Kompilationen und Rare Tracks
- Echo Flow - Echoes Living Room Concerts Volume 9 (2003)[1]
- Midnight Clear Minus Five (2004)[2]
- Missing Scene (Exclusive track given away as a prize at the E-Live Festival, 2004)
- Crystalline 94 - To The Sky and Beyond the Stars: A Tribute to Michael Garrison (2005)

### Videos
- Faultline - Hampshire Jam 2 Festival, United Kingdom (2004)

## Konzerte
- Jodrell Bank Planetarium, United Kingdom (07/12/1996)
- Alfa Centauri Festival, Netherlands (10/04/1999)
- Hampshire Jam 2 Festival, United Kingdom (09/11/2002)
- E-Live Festival, Eindhoven, Netherlands (09/10/2004)
- Hampshire Jam 5 Festival, United Kingdom (21/10/2006)
- Hampshire Jam 7 Festival, United Kingdom (15/11/2008)
- Hampshire Jam 9 Festival, United Kingdom (13/11/2010)

## Nebenprojekte
Neben einer Reihe von Solo-Alben hat Mark Shreeve noch ein Projekt namens ARC, zusammen mit Ian Boddy.